# Episema pseudotersa
Episema pseudotersa är en fjärilsart som beskrevs av Charles Boursin 1955. Episema pseudotersa ingår i släktet Episema och familjen nattflyn. Inga underarter finns listade i Catalogue of Life.